# جسور بایکوزیف
جسور بایکوزیف (انگلیسی: Jasur Baykuziyev؛ زادهٔ ۴ سپتامبر ۱۹۸۶) یک تکواندوکار اهل ازبکستان است. 
از افتخارات وی میتوان به کسب مدال نقره وزن ۸۷- کیلوگرم در مسابقات جهانی تکواندو ۲۰۱۵ اشاره کرد.